# Bučje (Priboj)
Bučje (Servisch cyrillisch Бучје) is een plaats in de Servische gemeente Priboj. De plaats telt 186 inwoners (2002).